# NBA-draft
Az NBA-draft egy, a National Basketball Association által 1947 óta évente megrendezett esemény, ahol a liga csapatai választhatnak a bajnokságba újonnan érkező játékosok közül. Ezek általában az amerikai egyetemi rendszerből érkező kosárlabdázók, de nemzetközi játékosok is nevezhetnek. Azon kosárlabdázók, akik befejezték mind a négy évüket egyetemen, automatikusan részt vehetnek, míg azoknak, akik hamarabb csatlakoznának fel kell adniuk fennmaradó éveiket egyetemen. Nemzetközi játékosok, akik 22 évnél idősebbek, automatikusan részt vehetnek. 1989 óta a draftnak két köre van, amely sokkal rövidebb, mint a többi amerikai és kanadai sportligának, amelyek mind legalább hét kört tartalmaznak. Minden évben 60 játékost választanak és azok, akik nem voltak résztvevők legalább egy drafton, nem írhatnak alá szerződést az NBA-ben.
A múltban középiskolás játékosokat is lehetett választani, de 2006 óta ez nem lehetséges. Ezen kosárlabdázóknak tanulmányaik befejezését követően legalább egy évet kell várniuk, amíg részt vehetnek, illetve legalább 19 évesnek kell lenniük a draft évében.

## Folyamat
Minden választottnak legalább 19 évesnek kell lennie a draft évében, hogy választható legyen. Összesen 44 játékos volt a liga történetében, aki rögtön középiskola után érkezett az NBA-be. Napjainkban bármely játékosnak, akit nem tekint a liga nemzetközinek, legalább egy évet ki kell hagynia középiskolájának befejezése után, mielőtt részt vehetne a folyamatban.
A draftok korai éveiben a csapatok addig választottak játékosokat, amíg nem maradt több kosárlabdázó. Az 1960-as és az 1968-as draft például 21 kört tartalmazott. 1974-re ezt korlátozták tízre. Ezt 1985-ben változtatták meg, mikor lerövidítették hét körre. 1989 óta összesen két forduló van, amelyet követően a ki nem választott játékosok aláírhatnak bármely csapattal.

## Draft-lottó
Az NBA draft-lottó egy évente tartott esemény, amelyben azon csapatok, amelyek nem jutottak be a rájátszásba, részt vesznek egy lottósorsoláshoz hasonló eseményen, ahol 2018-ig eldöntötték kié lesz az első három választás joga. Annak a csapatnak, amelyik a legrosszabbul teljesített az előző évben, van a legnagyobb esélye az első választás megszerzésére. A rendszert 1985-ben mutatta be az NBA. 2019 óta az első négy választást döntik el ugyanígy.
A rendszerben az NBA egy „lottó-stílusú pingponglabda-gépet használ, amelyben 14, 1-től 14-ig számozott labda szerepel és 1000 négyjegyű számkombinációt adnak a 14 csapatnak.” 2018-ig a legrosszabb csapat 250 ilyen számkombinációt kapott, a második 199-et, a harmadik 156-ot és így tovább. 2019 óta a három legrosszabb csapatnak ugyanakkora az esélye, mind 140 számkombinációt kapnak, a negyedik 125-öt.
A lottót általában május harmadik vagy negyedik hetében tartják.

## Globalizáció
Az NBA-draftot eleinte nagyrészt az amerikai egyetemi rendszerből érkező játékosok dominálták, de később végzős középiskolás játékosok is elkezdtek egyre nagyobb szerepet játszani, mint Kobe Bryant, LeBron James, Kevin Garnett, Dwight Howard, Tracy McGrady és Amar'e Stoudemire. Hogy ezt megakadályozzák, az NBA 2005-ben bevezetett új szabályokat, amelynek következtében legalább egy évet ki kellett hagyniuk középiskola után.

### Nemzetközi játékosok választása
A külföldi játékosoknak egyre nagyobb befolyással vannak a csapatok választási taktikájára. A korai években nem választottak nemzetközi játékosokat, de ahogy teltek az évek ez elkezdett megváltozni. Az első játékos, akinek nem csak amerikai állampolgársága volt és első helyen választottak a bahamai Mychal Thompson volt, 1978-ban. Ez a választás volt a kosárlabda globalizációjának első kulcsfontosságú lépése. Az első nemzetközi játékosok egyike, akit választottak és játszott a ligában, Manute Bol (Szudán) volt 1983-ban (San Diego Clippers). Ezt követően az NBA úgy döntött, hogy Bol nem vehetett volna részt a drafton, ezért két évvel később ismét ott volt a táblán. Ekkor a 31. helyen választották. Annak ellenére, hogy Bol-nak nem volt kiemelkedő karrierje, ismert volt magasságáról (231 cm) és kifejezetten kedvelték a rajongók. Rekordjai közé tartozik, hogy ő a legmagasabb játékos az NBA történetében, aki szerzett hárompontos mezőnygólt. A következő két évben két nemzetközi játékost választottak első helyen, Hakeem Olajuwont (nigériai) 1984-ben és Patrick Ewing-ot (jamaicai-amerikai) 1985-ben.
Az 1999-es draft idejére a választott nemzetközi játékosok száma megemelkedett. Az 1997-es NBA-draftban az első helyen választott Tim Duncan az Amerikai Virgin-szigetek állampolgára volt (az NBA nemzetközi játékosnak tekinti, mert nem az ország 50 államának egyikében vagy a fővárosban született). Ezen draftban összesen 12 nemzetközi játékost választottak, bár ezen kosárlabdázók fele játszott az NBA előtt az Egyesült Államokban. 1998-ban ismét nemzetközi játékos volt a tábla első helyén, a nigériai Michael Olowokandi. 2001-ben a legmagasabban választott külföldi játékos Pau Gasol volt, akit harmadikként választott az Atlanta Hawks. A következő évben Jao Ming lett az első játékos, aki nem játszott korábban Amerikában és első helyen választották.

### Első helyen választott nemzetközi játékosok
2002 előtt négy nemzetközi játékost választottak a draft első helyén. Jao Ming lett az első nemzetközi játékos, aki nem játszott korábban Amerikában és első helyen választották. Ennek nem csak az NBA-re volt nagy befolyása, de Jao hazájában, Kínában is nagy hatása volt. 2003-ban nézték a legtöbben az NBA-t Jao szülőhazájában. 2013 és 2016 között az összes első helyen választott játékos nemzetközi volt.
A 2002-es, a 2005-ös, a 2006-os, a 2011-es (Kyrie Irving), a 2013-as, a 2014-es, a 2015-ös, a 2016-os, a 2018-as és a 2022-es NBA-drafton is mind nemzetközi kosárlabdázó volt a tábla első helyén. 2005-ben a Milwaukee Bucks Andrew Bogut-t választotta Ausztráliából, 2006-ban a Toronto Raptors Andrea Bargnanit Olaszországból, aki az első európai lett, akit az első helyen választottak. 2011-ben az Ausztráliában született Kyrie Irvinget választotta a Cleveland Cavaliers. 2013-ban szintén a Cavaliers választotta Anthony Bennettet, aki az első kanadai lett, akit ilyen magasan választottak. 2014-ben ismét a Cavaliers döntött az első választottról és ezúttal a kanadai Andrew Wiggins csatlakozott a nemzetközi elsők listájához. A 2015-ös NBA-drafton a Minnesota Timberwolves választotta a dominikai-amerikai Karl-Anthony Townst, aki a legelső dominikai és latin-amerikai játékos lett, akit az első helyen választottak. Towns az előző évben elsőként választott Wiggins csapattársa lett Minnesotában. 2016-ban a Philadelphia 76ers az ausztrál Ben Simmonst draftolta. 2018-ban a Phoenix Suns választotta a bahamai centert, Deandre Aytont, aki a második játékos lett a Bahamákról, akit elsőként választottak. 2022-ben az első választott az olasz-amerikai Paolo Banchero volt, míg 2023-ban szinte biztosan a francia Victor Wembanyama lesz.

## Kiemelkedő NBA-draftok
A legkiemelkedőbb NBA-draftok közé tartozik az 1984-es, az 1996-os és a 2003-as. Ezekre mind úgy tekintenek, mint minden idők egyik, ha nem a legjobb draftja. A 2003-as NBA-draftot a 21. század legjobb draftjának tekintik, ebben az évben érkezett a ligába többek között LeBron James, Dwyane Wade, Carmelo Anthony és Chris Bosh.
Az NBA történetének legrosszabb draftjának a 2000-eset tartják, a Sports Illustrated „borzasztó játékosok csoportja”-ként írta le a választhatókat. Az 1986-os draft második fordulójában több kiemelkedő játékost is választottak, míg azon draft második választottja, Len Bias drogproblémákat követően elhunyt mielőtt bemutatkozhatott volna az NBA-ben. Biasről úgy tartják, hogy Michael Jordan legnagyobb riválisa lehetett volna. Sokan jobbnak is tartották, mint a legendás dobóhátvédet.

## Első választások
| Draft | Választó csapat        | Játékos            | Nemzetiség                     | Poszt  | Iskola/Előző csapat | Újonc szezon | Újonc szezon | Újonc szezon |
| Draft | Választó csapat        | Játékos            | Nemzetiség                     | Poszt  | Iskola/Előző csapat | P/M          | LP/M         | GP/M         |
| ----- | ---------------------- | ------------------ | ------------------------------ | ------ | ------------------- | ------------ | ------------ | ------------ |
| 2020  | Minnesota Timberwolves | Anthony Edwards    | Egyesült Államok               | Hátvéd | Georgia             | 19,3         | 4,7          | 2,9          |
| 2021  | Detroit Pistons        | Cade Cunningham    | Egyesült Államok               | Hátvéd | Oklahoma State      | 17,4         | 5,5          | 5,6          |
| 2022  | Orlando Magic          | Paolo Banchero     | Egyesült Államok · Olaszország | Csatár | Duke                | 20,0         | 6,9          | 3,7          |
| 2023  | San Antonio Spurs      | Victor Wembanyama  | Franciaország                  | Csatár | Metropolitans 92    | 21,4         | 10,6         | 3,9          |
| 2024  | Atlanta Hawks          | Zaccharie Risacher | Franciaország                  | Csatár | JL Bourg            |              |              |              |

1. ↑  Az Egyesült Államokban született és nőtt fel, eredetileg válogatott szinten az olasz csapat mellett kötelezte el magát, mielőtt 2023-ban megváltoztatta döntését és az amerikai válogatott tagja lett.

## Magyarok az NBA-drafton
Eddig két magyar játékos vett részt NBA-játékosbörzén, Dávid Kornél és Hanga Ádám. Dávid az egyetlen magyar eddig, aki játszott is a ligában, míg Hanga az egyetlen, akit ki is választottak a drafton, a San Antonio Spurs, 2011-ben.
| Név          | Draft év | Kör           | Hely          | Csapat            | For.   |
| ------------ | -------- | ------------- | ------------- | ----------------- | ------ |
| Dávid Kornél | 1993     | Nem választva | Nem választva | Nem választva     | [ 21 ] |
| Hanga Ádám   | 2011     | 2             | 59            | San Antonio Spurs | [ 22 ] |